# ラッシェン・キャッスル (コルベット)
ラッシェン・キャッスル (HMS Rushen Castle, K372) はイギリス海軍のキャッスル級コルベット。名前はマン島にあるラッシェン城にちなむ。
スワン・ハンター社で建造され1943年7月16日に進水、1944年2月23日に就役した。「ラッシェン・キャッスル」は第二次世界大戦では船団護衛に従事した。1960年9月26日、「ラッシェン・キャッスル」はイギリス航空省に移管され「ウェザー・サーヴェイヤー (Weather Surveyor)」と改名されて気象観測船として使用された。1977年7月15日に売却され海難救助船となった。1982年、ドイツでスクラップとなった。